# The Big Hit
The Big Hit ist eine US-amerikanische Actionkomödie aus dem Jahr 1998. Die Regie führte Kirk Wong, das Drehbuch schrieb Ben Ramsey. Die Hauptrollen spielten Mark Wahlberg und Lou Diamond Phillips.

## Handlung
Melvin Smiley ist ein Auftragskiller, der seine Tätigkeit vor den beiden Freundinnen Chantel und Pam Shulman verheimlicht. Pam Shulman konzentriert sich vollständig auf ihre Arbeit; ihre Eltern verhalten sich fremdenfeindlich und nehmen Smiley übel, dass er kein Jude ist. Smiley ist bemüht, alle Wünsche von Chantel zu erfüllen, obwohl einige davon kostspielig sind. Er ist überzeugt, dass sein Chef in der Verbrecherorganisation, Paris, ihn schlecht bezahle, und ist auch sonst ziemlich nachgiebig: Seine eigenen Kameraden lassen ihn die Drecksarbeit übernehmen und heimsen daraufhin das ganze Lob ein.
Das Team um Smiley – dem ebenfalls Gump, Crunch und ihr Anführer angehören – entführt auf die eigene Faust die minderjährige Keiko Nishi, denn Keikos Vater Jiro Nishi ist ein in der Elektronikbranche tätiger Unternehmer. Erst nach der Entführung stellt sich heraus, dass Nishi pleite ist. Es zeigt sich auch, dass Paris der Taufpate von Keiko ist – was die Sache kompliziert, als Cisco und sein Team von ihm angeheuert werden, um Keiko zu retten.
Smiley versteckt das Mädchen auf seinem Anwesen und verbringt etwas Zeit mit ihr. Keiko versucht zu fliehen; bei seinem Bemühen, sie nicht entkommen zu lassen und dabei gleichzeitig auch nicht seine Familie von der Sache wissen zu lassen, verlieben Melvin und Keiko sich langsam ineinander. Cisco tötet Gump und beschuldigt vor seinem Chef Smiley der Entführung. Die Killer von Paris unterbrechen rüde ein Essen, bei dem Melvin Shulman und ihre Familie trifft, und kurz vor der Störung macht Pam Schluss mit Melvin.
Hartnäckig verfolgt von Cisco, fliehen Melvin und Keiko, wobei Melvin noch ein letztes Mal Chantel trifft und mit ihr abrechnet. In Melvin’s Videoladen kommt es zum Showdown, bei dem Smiley Cisco in Notwehr tötet. Eine Explosion zerstört das Gebäude, was die Verfolger vermuten lässt, Smiley wäre tot. Tatsächlich überlebt dieser jedoch die Explosion. Später findet er sich wieder mit Keiko zusammen, und die beiden verlassen die Stadt um anderswo ein neues Leben anzufangen.

## Kritiken
- Roger Ebert schrieb in der Chicago Sun-Times, der Film wirke wie eine Hong-Kong-Actionkomödie. Die Dialoge würden diesem Subgenre entsprechen. Es gebe viele Actionszenen. Die Autos würden explodieren, man würde sie zerschießen und gegen die Bäume fahren. Ebert schrieb, er vermute, man würde über den Film lachen können, sich aber befremdet fühlen.[1]
- Peter Stack schrieb im San Francisco Chronicle, der Film sei „dumm“ (inane), aber biete viel Spaß. Man würde ihn jedoch nach dem Sehen nicht länger als „20 Minuten“ im Gedächtnis behalten.[2]
- Das Lexikon des internationalen Films sah eine „grotesk überzeichnete Actionkomödie“, deren Ironie zum Selbstzweck geworden sei.[3]

## Hintergründe
Die Dreharbeiten fanden vom Juli 1997 bis zum September 1997 in Kanada statt. Die Produktionskosten betrugen ca. 13 Millionen US-Dollar, der Film spielte in den Kinos der USA 27,05 Millionen US-Dollar ein.